# 305
305 (CCCV) fue un año común comenzado en lunes del calendario juliano, en vigor en aquella fecha.
En el Imperio romano, el año fue nombrado como el del consulado de Constancio y Valerio, o menos comúnmente, como el 1058 Ab Urbe condita, adquiriendo su denominación como 305 a principios de la Edad Media, al establecerse el anno Domini.

## Acontecimientos
- El emperador romano Diocleciano abdica en su César Galerio y obliga al coemperador Maximiano a hacerlo en su César Majencio. Es el primer caso de abdicación de un emperador del imperio romano.[1]
- Severo y Maximino son nombrados césares.

## Nacimientos
- Cayo Flavio Julio Crispo, príncipe romano.

## Fallecimientos
- 3 de enero (del 303 al 310): Clemente de Ankara, obispo y mártir cristiano turco (n. 250).
- 5 de noviembre (del 303 al 310): Agatángelo, exmilitar romano y mártir cristiano turco (n. 253).